# French Open 1945 (Badminton)
Die French Open 1945 im Badminton fanden nach Ende des Zweiten Weltkriegs in Neuilly-sur-Seine statt. Es war die 17. Auflage des Championats. Die Titelkämpfe hatten in dieser Zeit kurz nach Ende des Krieges wie in der gesamten Kriegszeit immer noch den Charakter einer nationalen Meisterschaft. Lediglich der kalifornische Navyangehörige Ozzie Hilton stahl den einheimischen Sportlern die Schau.

## Finalresultate
| Disziplin    | Sieger                         | Finalist                               | Ergebnis         |
| ------------ | ------------------------------ | -------------------------------------- | ---------------- |
| Herreneinzel | Ozzie Hilton                   | Christian de la Villesbrune            | 15-3, 15-3       |
| Dameneinzel  | Yvonne Girard                  | Madeleine Girard                       | 11-4, 5-11, 11-3 |
| Herrendoppel | Ozzie Hilton Jacques Rozier    | Christian de la Villesbrune R. Delubac | 15-12, 15-8      |
| Damendoppel  | Yvonne Girard Madeleine Girard | Bonnet Malderez                        |                  |
| Mixed        | Ozzie Hilton Claude Carvallo   | R. Delubac Madeleine Girard            |                  |